# Берета
Берета (Fabbrica d'Armi Pietro Beretta) е голяма италианска компания за производство на оръжия. Продуктите ѝ са известни в цял свят. Това е може би най-старата корпорация в света и се притежава от един и същ род в продължение на близо половин хилядолетие.
Основана е през 1526 от венецианския оръжеен майстор Бартоломео Берета, когато той получава голяма поръчка за цеви за аркебузи за нуждите на република Венеция.
Днес, няколко поколения по-късно, компанията се притежава от Уго Гусали Берета, пряк наследник на Бартоломео, и се ръководи от него и от синовете му, Франко и Пиетро.
Берета е известна с голямото си разнообразие от продукти, които включват пушки, автоматични пушки, ловни пушки, пушки за бърза стрелба, щурмови пушки, леки картечници, картечни пистолети и обикновени пистолети. Берета притежава и Beneli, Franchi, SAKO, Stoeger, Tikka и Uberti и е партньор на Fabrique Nationale de Herstal.
Пистолетите "Берета 92FS 9 мм Лугер" са сред най-известните продукти на фирмата, като те се използват в редица американски екшъни като например поредицата от филми „Смъртоносно оръжие“.
През 1985 Берета получава поръчка да произведе 500 000 оръжия "Берета 92FS 9 мм Лугер", приети под обозначението „М9“ за армията на САЩ.
Оръжейните майстори Beretta са родом от градчето Гардоне Вал Тромпиа (провинция Брешиа), разположено между Милано и Венеция в дъното на планинска долина, недалеч от езерото Гарде в подножието на Алпите. Най-старият документ, който ни е известен, описва една поръчка от Венеция от 1526 г. за 184 дула на аркебузи, изработени от арсеналния дом на майстор Бартоломео Берета, за които са заплатени 296 дуката.
Наследниците започнали да произвеждат и механизми, след което се впуснали в изработването на готови оръжия. Прочути в цяла Европа, те поддържали тесни връзки с Швейцария и Германия. След като през 1797 г. Венеция се присъединява към Франция, провъзгласения за император Наполеон Бонапарт принуждава фамилията да стане доставчик на императорските войски. Ватерло бележи началото на един кризисен период за фабриката по отношение на военни поръчки. За да оцелее Пиетро Берета (1791-1853 г.) се преориентира към спортните и ловни оръжия, което се оказва превратен момент от развитието на фирмата, където сега по-малко от една трета от произвежданите оръжия са за военни цели. Макар и да знае, че е на челно място в прогреса, фамилията познава и цената на традицията. Тя продължава, както винаги, да използва, поне за ловните си оръжия, „само желязо и орехово дърво“.
През 1915 г. във връзка с първата световна война, Берета произвежда първия свой пистолет (мод. 1915 – седемзаряден, със свободен затвор, в калибър 7,65 аuto) и постепенно се превръща в един от най-големите производители на ръчно огнестрелно оръжие.
Един от трудните моменти за фирмата в края на Втората световна война е свързан с честите бомбардировки над Италия. Тогава Пиетро-Джузепе Берета пренася всички машини и производствени линии в подземни галерии, под планината.
През 1976 г. компанията представя оригиналните пистолетни модели: 81 и 84, на основата на които са разработени моделите Cheetah 83, 84, 85 и 87. Пистолетът Beretta 92 е конструиран през 1976 г. Големият пробив компанията прави през 1977 г., когато американската армия организира изпитания с цел да подмени намиращия се на въоръжение стар модел пистолет Colt 1911 А1. В резултат на проведените от ВВС на САЩ няколко изпитания през периода на 1978-80 г. научноизследователския им комитет препоръчва италианският пистолет Beretta M92S-1 с калибър 9 mm Para да бъде приет на въоръжение. След повторните изпитания през 1985 г. в конкуренция със седем други водещи производителки на оръжие пистолетът на Beretta модел M92SB-F e приет като щатно оръжие във въоръжените сили на САЩ.
Изграден е в гр. Акокийк, щата Мериленд, нов завод и се основава компанията – Beretta USA Corporation.